# Ixodes hydromyidis
Ixodes hydromyidis är en fästingart som beskrevs av Swan 1931. Ixodes hydromyidis ingår i släktet Ixodes och familjen hårda fästingar. Inga underarter finns listade i Catalogue of Life.